# Isauriërs

Isaurië

De Isauriërs waren een volk dat in de late oudheid de streek, Isaurië, het huidige Konya en het Taurusgebergte bewoonde.
De identiteit van dit volk is niet helemaal duidelijk.

## Achtergrond
Hun hoofdstad Isaura werd door de Macedoniërs belegerd nadat de bewoners de door Alexander aangestelde gouverneur vermoord hadden. De bevolking gaf haar eigendommen en zichzelf liever aan de vlammen prijs dan zich over te geven. Later werd de stad herbouwd. De Romeinen waren er al vroeg mee in contact. In 76-75 v.Chr. versloeg Servilius hen in een poging een eind te maken aan hun piratenpraktijken. Hij verwoestte Isaura opnieuw en nam zelfs de naam Isauricus aan. Pompeius slaagde erin de streek in het Rijk in te lijven. Amyntas van Galatie kreeg toestemming van de Romeinen een nieuwe stad te bouwen. Deze stad werd mogelijk door Trebellianus verwoest.
Trebellianus – wiens bestaan overigens betwist wordt, mogelijk wordt Trebonianus Gallus bedoeld – riep zich hier volgens de Historia Augusta tot keizer uit. Na zijn dood, of althans na deze tijd, wilden de Isauriërs het Romeinse gezag niet langer erkennen. De Romeinen zagen zich gedwongen het hoogland te omringen met een serie forten. Probus slaagde er nog enige tijd in gehoorzaamheid af te dwingen maar na hem veroverden de Isauriërs de havensteden en zelfs Seleucia was in de vijfde eeuw niet veilig. In alle jaren dat hun landstreek nominaal onderdeel van het Romeinse Rijk was, hebben ze maar weinig aan opstandigheid en krijgshaftigheid ingeboet. Het bleef er roerig en de piraterij was nooit helemaal verdwenen. Naarmate het Rijk zwakker werd eisten de Isauriërs grotere vrijheid op.
In de roerige tijden van de vijfde eeuw speelden de Isauriërs een bijzondere rol in de politiek van het Byzantijnse of Oost-Romeinse Rijk. Evenals in het westelijke rijk bestond een aanzienlijk deel van het leger van het rijk uit vreemdelingen van meer krijgshaftige buurvolkeren, zoals de Germaanse Goten. In het westen namen deze Germanen geleidelijk de politieke touwtjes geheel in handen, in het oosten hadden zij in de Isauriërs een belangrijke concurrent. Onder keizer Leo I waren er veel Isauriërs in het leger en hij huwelijkte zelfs zijn dochter uit aan een Isaurische generaal. Zij kregen een zoontje dat korte tijd als Leo II op de troon kwam, maar spoedig stierf. Daarna nam zijn Isaurische vader onder de naam Zeno zelf de Byzantijnse troon over en het is aan deze Isaurische keizer dat Odoaker de westelijke diadeem terugstuurde, na de laatste keizer van het westen afgezet te hebben. Zeno had weinig belangstelling voor het westen omdat hij zelf maar wankel op de troon zat en zijn mede-Isauriërs allerlei voorrechten opeisten. Na Zeno's dood eiste het volk van Constantinopel echter weer een 'echte' Romein op de troon en de keizerin trouwde daarom met Anastasius I die prompt vele Isauriërs uit hun posities in het staatsbestel verdreef. Het resultaat was een opstand onder de Isauriërs die nog lang voortwoekerde. In 498 slaagde de keizer erin een groot aantal Isauriërs naar Thracië te deporteren.
Later is er nog een Isauriër op de Byzantijnse troon gekomen (Leo de Isauriër), maar in die dagen waren de Isauriërs al lang geen vreemdelingen meer in het Byzantijnse Rijk. Nog later, vanaf de elfde eeuw is de bevolking opgegaan in de Seltsjoekische Turken.